# Bucculatrix nigricomella
Bucculatrix nigricomella là một loài bướm đêm thuộc họ Bucculatricidae. Nó được tìm thấy ở hầu hết châu Âu (ngoại trừ bán đảo Balkan).
Sải cánh dài 7–8 mm. Con trưởng thành bay từ tháng 4 đến tháng 5 và một lần nữa vào tháng 8. Có hai lứa trưởng thành một năm.
Ấu trùng ăn Leucanthemum vulgare. Chúng ăn lá nơi chúng làm tổ. 